# Widłoszczetka sprzążkowa

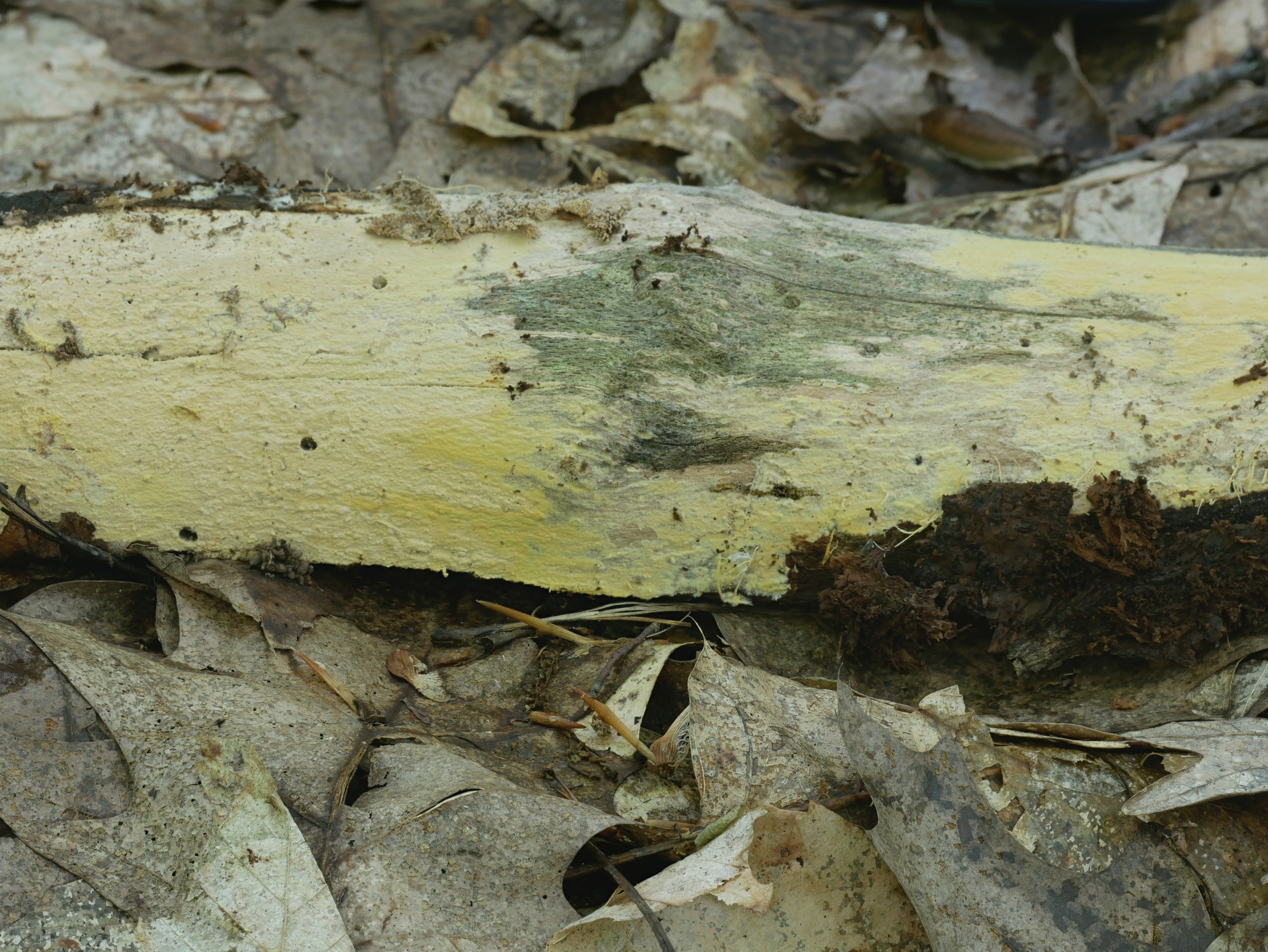

Widłoszczetka sprzążkowa (Vararia investiens (Schwein.) P. Karst.) – gatunek grzybów należący do rodziny powłocznicowatych (Peniophoraceae).

## Systematyka i nazewnictwo
Pozycja w klasyfikacji według Index Fungorum: Vararia, Peniophoraceae, Russulales, Incertae sedis, Agaricomycetes, Agaricomycotina, Basidiomycota, Fungi.
Po raz pierwszy takson ten zdiagnozował w 1832 r. Lewis David von Schweinitz nadając mu nazwę Radulum investiens. Obecną, uznaną przez Index Fungorum nazwę nadał mu w 1898 r. Petter Karsten, przenosząc go do rodzaju Vararia.
Synonimy nazwy naukowej:

- Asterostromella investiens (Schwein.) Höhn. & Litsch. (1908)
- Corticium alutarium Berk. & M.A. Curtis 1873
- Corticium investiens (Schwein.) Bres. 1897
- Radulum investiens Schwein. (1832) [1834]
- Terana alutaria (Berk. & M.A. Curtis) Kuntze 1891
- Vararia alutaria (Berk. & M.A. Curtis) P. Karst. 1888
- Xerocarpus alutarius (Berk. & M.A. Curtis) P. Karst. 1889[2].

Nazwę polską zaproponował Władysław Wojewoda w 2003 r.

## Morfologia
Owocnik
Jednoroczny, szeroko rozpostarty, całą powierzchnią przylegający do podłoża. W stanie świeżym błoniasty, po wysuszeniu skorupiasty. Tworzy jednolite, nieprzerwane płaty o długości do 35 cm, szerokości do 10 cm i grubości do 0,4 mm. Górna powierzchnia (hymenialna) jest gładka, przy powiększeniu nieco proszkowata, o barwie śmietanowej, słomkowej, żółtej lub ochrowej. Brzeg owocnika jest przyrośnięty, zazwyczaj bledszy niż środkowa część, przerzedzony, proszkowaty lub włóknisty, z widocznymi strzępkami.
Cechy mikroskopowe
System strzępkowy dimityczny. Na wszystkich przegrodach w strzępkach generatywnych występują sprzążki. Strzępki hialinowe, o szerokości 1,6–4,8 μm, słabo rozgałęzione, głównie cienkościenne, ale w rdzeniu trafiają się również strzępki grubościenne. We wszystkich częściach owocnika występują grubościenne, dichonomicznie rozgałęzione dichohyfidy i drzewkowate dendrohyfidy o szerokości 0,8–3,2 μm. Dichonomiczne strzępki mają długość do 55 μm. W katahymenium występują hyfidy, gloeocystydy i podstawki. Hyfidy mają szerokość do 4,5 μm. Podstawki wydłużone, cylindryczne z przewężeniem, 4- sterygmowe. Mają rozmiar 30–45 × 4–5 μm. Zarodniki gładkie i cienkościenne, o kształcie od soczewkowatego do wrzecionowatego z jednym końcem zaokrąglonym, drugim zaopatrzonym w długi spiczasty wyrostek. Często wyrostek ten oddzielony jest od głównej części zarodnika przez pseudo-przegrodę.

## Występowanie i siedlisko
Jest to gatunek na kuli ziemskiej szeroko rozprzestrzeniony, niemal kosmopolityczny. Opisano jego występowanie w Ameryce Północnej, Środkowej i Południowej, Europie, Azji, Australii./ Najszerzej jego występowanie opisano w Europie. Na terenie Polski po raz pierwszy jego występowanie (jako Corticium investiens (Schwein.) Bres.) opisał w 1900 i 1904 r. Wolfdietrich Eichler. Liczba opublikowanych do tej pory stanowisk jest niewielka, dokładne jego rozprzestrzenienie na terenie kraju nie jest znane, wymaga dalszych badań.
Saprotrof. Rozwija się na martwym drewnie w lesie – na opadłych gałęziach, szczególnie takich drzew, jak: olsza, sosna, lipa. Owocniki pojawiają się od wiosny do jesieni.

## Gatunki podobne
Vararia investiens posiada charakterystyczne cechy mikroskopowe, po których łatwo można ten gatunek rozpoznać: występowanie sprzążek na strzępkach generatywnych oraz pseudoprzegrody na zarodnikach. Te dwie cechy łącznie nie występują u żadnego z podobnych morfologicznie gatunków.